# Base (EP de Jonghyun)
Base é o mini-álbum de estreia do cantor sul-coreano Kim Jonghyun. Foi lançado em 12 de janeiro de 2015, produzido pela SM Entertainment e distribuído pela KT Music. O mini-álbum marca a estreia de Jonghyun como artista solo, depois de estrear como membro do boy group Shinee, em 2008.

## Antecedentes e lançamento
Jonghyun colaborou com vários artistas para o seu álbum, como Younha, Wheesung, Zion. T e Iron. Ele se apresentou em um showcase para apresentar o álbum no SMTown Coex Artium em 8 de janeiro de 2015. Jonghyun disse à imprensa antes de seu showcase ao vivo no SMTOWN Coex Atrium:
| “ | Para ser honesto, eu não estou confiante em cantar baladas. Os fãs amaram minhas baladas no passado, mas eu não sou muito bom em cantá-las. Para este álbum, eu me concentrei em introduzir o meu estilo de música e o que eu gostaria de prosseguir na minha carreira musical. Eu queria fazer um álbum cheio com músicas que eu gosto, e trabalhar com músicos que me inspiraram. Ao decidir com quem colaborar para este álbum, eu escolhi artistas que podem expressar as músicas melhor.[7] | ” |
Em 7 de janeiro, Jonghyun lançou sua canção auto-composta "Déjà-Boo", que é co-produzida por Zion.T, que também é apresentado na canção. A canção é descrita como uma "canção de funk retro com um sintetizador comping melodia e do ritmo funk de um baixo". A canção disparou para o No.1 nas paradas de musicais em tempo real e alcançou um all-kill logo após o lançamento.
Em 8 de janeiro, pré-lançou "Love Belt", outra canção auto-composta, que é uma faixa que conta com a colaboração de Younha, na transmissão do "Blue Night" da MBC FM4U. O vídeo oficial da música "Crazy (Guilty Pleasure)" foi lançado no mesmo dia, ele apresenta o rapper Iron que recebeu a atenção com o seu desempenho no show da Mnet, Show Me The Money 3. O conceito do vídeo da música leva após o nome da canção título, prazer culpado, o que significa que é para desfrutar de algo que você não deve. Jonghyun retrata a cabeça de homem que está sobre os saltos de uma mulher sedutora. Jonghyun começou suas promoções oficiais do álbuns no Music Bank da KBS em 9 de janeiro.
Sua canção-título, com Iron como o rapper, intitulada "Crazy (Guilty Pleasure)" foi lançada digitalmente em sites musicais em 12 de janeiro de 2015 juntamente com o álbum.

## Lista de faixas
Créditos adaptados da página oficial do artista.
| N.º | Título                                 | Letras                 | Música                                                                                    | Duração |  |
| 1.  | "데자-부 (Déjà-Boo)" (feat. Zion.T)    | Kim Jonghyun           | Kim Jonghyun, Zion.T, Wefreaky                                                            | 3:29    |  |
| 2.  | "Crazy (Guilty Pleasure)" (feat. Iron) | Kim Jonghyun           | Uwe Fahrenkrog-Petersen, Jean Beauvoir, Anne Judith Wik, Robin Jenssen, Martin Mulholland | 3:41    |  |
| 3.  | "할렐루야 (Hallelujah)"                | Kim Jonghyun, Wheesung | Im Gwang Ok, Martin Mulholland, Nermin Harambasic                                         | 3:18    |  |
| 4.  | "Love Belt" (feat. Younha)             | Kim Jonghyun           | Kim Jonghyun, Wefreaky                                                                    | 3:31    |  |
| 5.  | "NEON"                                 | Kim Jonghyun           | Kim Jonghyun, Deez                                                                        | 3:29    |  |
| 6.  | "일인극 (MONO-Drama)"                  | Kim Jonghyun           | The Underdogs, Eric Dawkins                                                               | 4:14    |  |

Bonus track
| N.º | Título                              | Letras       | Música       | Duração |  |
| 7.  | "시간이 늦었어 (Beautiful Tonight)" | Kim Jonghyun | Kim Jonghyun | 3:50    |  |